# Contea di Utah
La contea di Utah, in inglese Utah County, è una contea dello Stato dello Utah, negli Stati Uniti. Aveva una popolazione di 516 564 abitanti (Censimento 2010). Il capoluogo è Provo.

## Geografia
La contea di Utah si trova nella parte centrosettentrionale dello Stato dello Utah e ha una superficie di 5545 km².
La parte centrale della contea, la Utah Valley, è occupata in gran parte dal lago Utah, il più grande lago naturale di acqua dolce dello Stato. Il resto del territorio è costituito da una serie di catene montuose e valli disposte ad est e ad ovest del lago Utah. Nel settore orientale si elevano i monti Wasatch che raggiungono i 3582 metri con la vetta del monte Timpanogos, la seconda cima più elevata dei Wasatch. La catena dei Wasatch è attraversata da tre stretti canyon: l'American Fork Canyon;  il Provo Canyon, che mette in comunicazione la Utah Valley con la Heber Valley; lo Spanish Fork Canyon che collega la Utah Valley con l'alto corso del fiume Price nell'estremità sudorientale della contea. La zona pianeggiante della Utah Valley è compresa tra la catena dei Wasatch e il lago Utah e comunica con la Salt Lake Vally a nord attraverso lo stretto passaggio del fiume Jordan, che drena le acque del lago Utah verso il Gran Lago Salato. Lungo la Utah Valley sono situati tutti i principali centri abitati della contea. Sulla riva occidentale del lago Utah si elevano le Lake Mountains oltre le quali si estende la Cedar Valley. Il confine occidentale della contea è segnato dai monti Oquirrh e East Tintic. La zona a sud del lago Utah è occupata dalla Goshen Valley.
A Provo si trova la sede della Brigham Young University, mentre a Orem ha sede la Utah Valley University.

## Contee confinanti

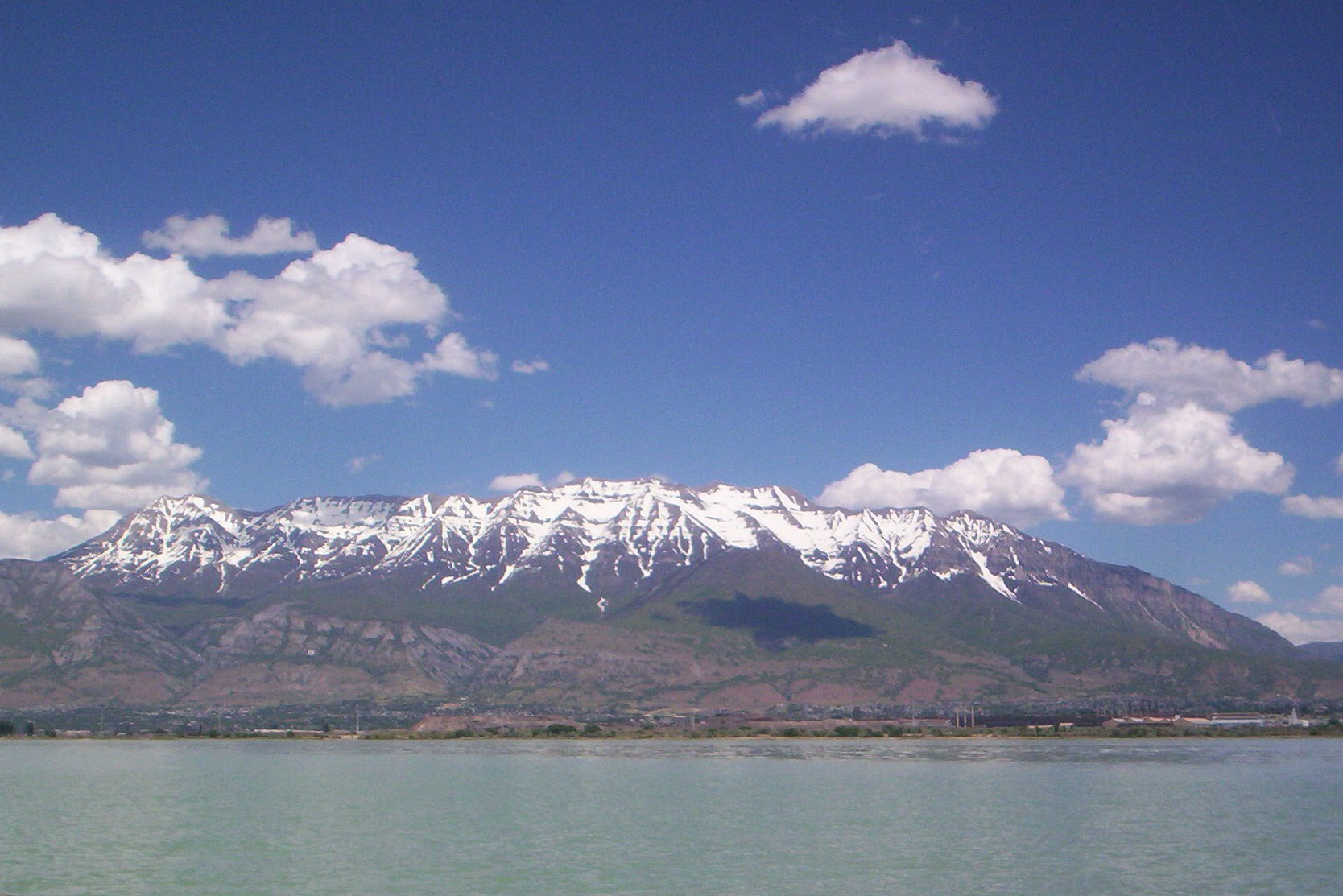
Il lago Utah e il monte Timpanogos

- Contea di Salt Lake - nord
- Contea di Wasatch - est
- Contea di Duchesne - sud-est
- Contea di Carbon - sud-est
- Contea di Sanpete - sud
- Contea di Juab - sud-ovest
- Contea di Tooele - ovest

## Parchi e riserve naturali
L'area del lago Utah è interamente ricompresa nell'omonimo parco statale. Il settore meridionale della contea fa parte della Foresta nazionale Manti-La Sal, mentre nella Foresta Nazionale di Uinta sono ricompresi i monti Wasatch.
Il Monumento Nazionale della grotta di Timpanogos è situato sul versante settentrionale del Monte Timpanogos, lungo l'American Fork Canyon. Si tratta di un sistema di tre grotte di origine carsica in cui l'azione dell'acqua sulla roccia calcarea ha permesso la formazione di stalattiti, stalagmiti, drappi e concrezioni eccentriche.

## Storia
La regione della contea di Utah faceva parte dei territori dei nativi Ute, che vivevano lungo le rive del lago Utah e del fiume Jordan La spedizione di Dominguez ed Escalante visitò l'area nel 1776. I primi coloni mormoni si insediarono nella Utah Valley nel 1849. La contea fu fondata nel 1850 e deve il suo nome alla parola spagnola per il popolo Ute, yuta, che si pronuncia come Utah.

## Comuni

### Cities
| - Alpine - American Fork - Bluffdale - Cedar Fort - Cedar Hills - Draper - Eagle Mountain - Elk Ridge | - Highland - Lehi - Lindon - Mapleton - Orem - Payson - Pleasant Grove - Provo (capoluogo) | - Salem - Santaquin - Saratoga Springs - Spanish Fork - Springville - Vineyard - Woodland Hills |

### Towns
- Cedar Fort
- Fairfield
- Genola
- Goshen

### Census-designated places
- Benjamin
- Elberta
- Hobble Creek
- Lake Shore
- Palmyra
- Spring Lake
- Sundance
- West Mountain